# 柯丝蒂·亚洛普
柯丝蒂·亚洛普（英語：Kirsty Yallop，1986年11月4日—），新西兰職業足球員。現效力於新西蘭國家女子足球隊。